# Coppa di Israele di pallacanestro maschile
La Coppa di Israele (eb.: גביע המדינה בכדורסל) di pallacanestro è un trofeo nazionale israeliano organizzato annualmente dalla Federazione cestistica d'Israele, a partire dal 1956.

## Albo d'oro
- 1955-1956  Maccabi Tel Aviv
- 1956-1957 - non disputata[1]
- 1957-1958  Maccabi Tel Aviv
- 1958-1959  Maccabi Tel Aviv
- 1959-1960 - non disputata
- 1960-1961  Maccabi Tel Aviv
- 1961-1962  Hapoel Tel Aviv
- 1962-1963  Maccabi Tel Aviv
- 1963-1964  Maccabi Tel Aviv
- 1964-1965  Maccabi Tel Aviv
- 1965-1966  Maccabi Tel Aviv
- 1966-1967 - non disputata[2]
- 1967-1968 - non disputata[3]
- 1968-1969  Hapoel Tel Aviv
- 1969-1970  Maccabi Tel Aviv
- 1970-1971  Maccabi Tel Aviv
- 1971-1972  Maccabi Tel Aviv
- 1972-1973  Maccabi Tel Aviv
- 1973-1974 - non disputata[4]
- 1974-1975  Maccabi Tel Aviv
- 1975-1976  Hapoel Gvat/Yagur
- 1976-1977  Maccabi Tel Aviv
- 1977-1978  Maccabi Tel Aviv
- 1978-1979  Maccabi Tel Aviv
- 1979-1980  Maccabi Tel Aviv
- 1980-1981  Maccabi Tel Aviv
- 1981-1982  Maccabi Tel Aviv
- 1982-1983  Maccabi Tel Aviv
- 1983-1984  Hapoel Tel Aviv
- 1984-1985  Maccabi Tel Aviv
- 1985-1986  Maccabi Tel Aviv
- 1986-1987  Maccabi Tel Aviv
- 1987-1988  Hap. Galil Elyon
- 1988-1989  Maccabi Tel Aviv
- 1989-1990  Maccabi Tel Aviv
- 1990-1991  Maccabi Tel Aviv
- 1991-1992  Hap. Galil Elyon
- 1992-1993  Hapoel Tel Aviv
- 1993-1994  Maccabi Tel Aviv
- 1994-1995  Bnei Herzliya
- 1995-1996  H. Gerusalemme
- 1996-1997  H. Gerusalemme
- 1997-1998  Maccabi Tel Aviv
- 1998-1999  Maccabi Tel Aviv
- 1999-2000  Maccabi Tel Aviv
- 2000-2001  Maccabi Tel Aviv
- 2001-2002  Maccabi Tel Aviv
- 2002-2003  Maccabi Tel Aviv
- 2003-2004  Maccabi Tel Aviv
- 2004-2005  Maccabi Tel Aviv
- 2005-2006  Maccabi Tel Aviv
- 2006-2007  H. Gerusalemme
- 2007-2008  H. Gerusalemme
- 2008-2009  Hapoel Holon
- 2009-2010  Maccabi Tel Aviv
- 2010-2011  Maccabi Tel Aviv
- 2011-2012  Maccabi Tel Aviv
- 2012-2013  Maccabi Tel Aviv
- 2013-2014  Maccabi Tel Aviv
- 2014-2015  Maccabi Tel Aviv
- 2015-2016  Maccabi Tel Aviv
- 2016-2017  Maccabi Tel Aviv
- 2017-2018  Hapoel Holon
- 2018-2019  H. Gerusalemme
- 2019-2020  H. Gerusalemme
- 2020-2021  Maccabi Tel Aviv
- 2022  Bnei Herzliya
- 2023  H. Gerusalemme
- 2024  H. Gerusalemme
- 2025  Maccabi Tel Aviv

## Vittorie per club
| Club              | Vittorie | Anno |
| ----------------- | -------- | --- |
| Maccabi Tel Aviv  | 46       | 1956, 1958, 1959, 1961, 1963-66, 1970-73, 1975, 1977-83, 1985-87, 1989-91, 1994, 1998-06, 2010-2017, 2021, 2025 |
| H. Gerusalemme    | 8        | 1996, 1997, 2007, 2008, 2019, 2020, 2023, 2024                                                                  |
| Hapoel Tel Aviv   | 4        | 1962, 1969, 1984, 1993                                                                                          |
| Hapoel Holon      | 2        | 2009, 2018 |
| Hap. Galil Elyon  | 2        | 1988, 1992 |
| Bnei Herzliya     | 2        | 1995, 2022 |
| Hapoel Gvat/Yagur | 1        | 1976 |

## Record
Il cestista che detiene il numero maggiore di edizioni vinte è:
| Nome           | Club                  | Vittorie | Anni |
| -------------- | --------------------- | -------- | --- |
| Miki Berkovich | Maccabi Tel Aviv (13) | 13       | 1971-1972, 1972-1973, 1974-1975, 1976-1977, 1977-1978, 1978-1979, 1979-1980, 1980-1981, 1981-1982, 1982-1983, 1984-1985, 1985-1986, 1986-1987 |

Gli allenatori che detengono il numero maggiore di edizioni vinte sono:
| Nome           | Club                                     | Vittorie | Anni |
| -------------- | ---------------------------------------- | -------- | --- |
| Yehoshua Rozin | Maccabi Tel Aviv (9) Hapoel Tel Aviv (1) | 10       | 1955-1956, 1957-1958, 1958-1959, 1960-1961, 1962-1963, 1963-1964, 1964-1965, 1965-1966, 1972-1973, 1983-1984 |
| / Ralph Klein  | Maccabi Tel Aviv (9) Hapoel Tel Aviv (1) | 10       | 1969-1970, 1970-1971, 1971-1972, 1976-1977, 1977-1978, 1978-1979, 1979-1980, 1981-1982, 1982-1983, 1992-1993 |